# Mélanie Gaubil
Mélanie Gaubil, née le 4 octobre 1997, est une archère française.

## Carrière
Mélanie Gaubil est médaillée d'argent dans l'épreuve individuelle féminine de tir à l'arc aux Jeux olympiques de la jeunesse de 2014 à Nankin.
Elle remporte avec Thomas Chirault la médaille d'argent de l'épreuve par équipe mixte aux championnats d'Europe 2018 de Legnica et la médaille de bronze de l'épreuve par équipe mixte aux Jeux mondiaux militaires de 2019 à Wuhan.